# Intents de reconciliació a Somàlia
Intents de reconciliació a Somàlia. Moltes faccions contràries a Siad Barre van deixar de banda les diferències tribals i polítiques per unir-se amb el propòsit d'enderrocar el seu règim. Milícies, senyors de la guerra, funcions separatistes, religioses i moviments de rebel·lió, altres nacions, i fins i tot els mantenidors de la pau de les Nacions Unides.
Les potències que van enderrocar Siad Barre estaven compostes per diverses faccions dominades per clans, des del Congrés Somali Unit (USC) amb seu a Hawiye fins al Moviment Patriòtic Somali (SPM) d'Ogadeni i Harti, l'Aliança Democràtica Somali (SDA) amb seu a Gadabursi, Front Democràtic de Salvació Somali (SSDF),format majoritàriament per membres del clan Majeerteen.

## Esforços de reconciliació i desarmament
Es van intentar diversos esforços de pacificació i manteniment de la pau, però tots estaven destinats al fracàs fins que la majoria de totes les parts van acordar la formació d'un nou Govern Federal de Transició recolzat per la comunitat internacional, que finalment es va produir el 2004 a Djibouti.
Aquestos intents són els següents:

## Primers intents de reconciliació el 1991
Durant la guerra civil de Somàlia, molts "líders rebels" van produir i donar suport al ""Manifesto"". A partir d'aquest "Manifest", es va formar un govern rebel el gener de 1991. Com que el "Manifesto" va rebre la major part del suport del Congrés Unit Somali, aquest moviment governamental es va conèixer com "USC 91". Tanmateix, atès que no tots els líders rebels van ser signants i perquè moltes altres faccions no volien sotmetre's a la direcció de la USC, el govern del "Manifest" o "USC 91" no va ser reconegut com a legítim per totes les parts i no va ser reconegut per la comunitat internacional.
El primer intent de reconciliació nacional de Somàlia va ser la conferència a Djibouti, entre el 5 i l'11 de juny de 1991 (Djibouti I). Hi van participar quatre faccions. Una segona conferència (Djibouti II) es va celebrar a Djibouti el juliol de 1991, però cap de les dues va produir resultats significatius.

## Missions de les Nacions Unides a Somàlia 1992-1995
Article principal:UNITAF
A finals de 1992, el secretari general de l'ONU, Boutros Boutros-Ghali, va proposar una ampliació de la missió humanitària de l'ONU a Somàlia per incloure activitats de construcció de nacions, inclòs el desarmament de les milícies en guerra del país. No obstant això, en un article de la revista Time del 28 de desembre de 2002, l'enviat especial dels Estats Units Robert B. Oakley va dir que tres coses eren importants per a un somali: "el seu camell, la seva dona i la seva arma. El dret a portar armes és a la seva ànima. "
Com va observar astutament Oakley, les missions de l'ONU a Somàlia no resultarien en el desarmament de les moltes faccions de la guerra civil de Somàlia. Massa senyors de la guerra, així com molts somalis comuns, desitjaven mantenir les seves armes per mantenir els seus feus vius. El 1995, l'últim soldat de pau de l'ONU va ser retirat de Somàlia.
La intervenció del Consell de Seguretat de l'ONU a la guerra civil de Somàlia es remuntava a la Resolució 733 del Consell de Seguretat de les Nacions Unides, una disposició de control d'armes que establia un embargament d'armes al país.
La llista de les missions de les Nacions Unides a Somàlia i els seus noms d’operacions als Estats Units són els següents:
| Missió    | Operació                         | Inici                 | Final             | Resolució |
| --------- | -------------------------------- | --------------------- | ----------------- | --------- |
| UNOSOM I  | Operació Proporcionar Manutenció | abril de 1992         | març de 1993      | 751       |
| UNITAF    | Operació Restaurar l'Esperança   | 9 de desembre de 1992 | 4 de maig de 1993 | 794       |
| UNOSOM II | Operació Continuar l'Esperança   | 3 de març de 1993     | 3 de març de 1995 | 814       |

## Conferència sobre Reconciliació Nacional del 1993
A principis de 1993, simultàniament a la missió humanitària UNOSOM I, quinze de les parts en guerra de la guerra civil de Somàlia van signar dos acords per a la reconciliació nacional i el desarmament: un acord per celebrar una reunió preparatòria informal sobre la reconciliació nacional, seguida de l'Acord d'Addis-Abeba de 1993 feta a la Conferència sobre Reconciliació Nacional a Somàlia. La lluita va continuar i l'acord es va desfer més tard.

## Consell Nacional de Salvació del 1997
Organitzat per IGAD i celebrat a Sodere, Etiòpia, però boicotat per la facció de Hussein Mohamed Farrah i pel recentment declarat govern de Somalilàndia. Una conferència similar a Sanaa, al Iemen, no va incloure totes les parts del conflicte i va ser rebutjada pels que no hi assistien.

## Conferència de pau del Caire / Declaració del Caire 1997
Conferència de pau al Caire, el 22 de desembre de 1997, en la que van estar presents totes les parts i representants de 25 clans i en la que Aydid junior, Ali Mahdi van acceptar renunciar a les seves pretensions a la presidència, sense anar més lluny, ja que les propostes del Consell de Seguretat de les Nacions Unides elogiava els esforços, que incloïen decisions per adoptar "un sistema federal amb autonomia regional i un acord per formar un govern de transició d'unitat nacional," foren rebutjades. Hussein Aidid i Ali Mahdi es consideraven contraris a les colònies proposades.

## Conferència de Baidoa del 1998
Conferència de Baidoa, convocada el 1998 va ser posposada diverses vegades i es va cancel·lar després que els continus combats a la ciutat durant la primera part de l'any impossibilitessin la seguretat i a una epidèmia de colera havia esclatat a Baidoa en aquella època. El juny Osman Hassan Ali "Ato" va declarar el procés de pau del Caire "mort".

## Conferència nacional de pau de Somàlia del 2000
Batejada oficialment com a Conferència Nacional de Pau de Somàlia(SNPC), també coneguda com a Conferència de Djibouti o Procés d'Arta (ja que es va fer a la localitats d'Arta a Djibouti) es va celebrar entre el 20 d'abril i el 5 de maig del 2000. Altre cop va fracassar per no obtenir el suport de diverses faccions. La conferència va seleccionar el nom de Govern Nacional de Transició (GNT) per al moviment.
L’annex II del programa de la conferència tractava l’alto el foc, el desarmament i la seguretat. Destacava:
| « | El desig del poble somali de pau i seguretat a través del desarmament és inequívoc. Aquesta crida es repeteix a tot el país per part de tots els segments de la societat somali, que sempre han exigit (sic) la fi de la violència. Si no s'aconsegueix això, tot el procés de reconciliació, rehabilitació i reconstrucció es veuria compromès, si no és mort. Una de les primeres responsabilitats del nou govern de transició de Somàlia serà insistir en un alto el foc immediat i integral, juntament amb el desarmament vinculant, complet i simultani de les milícies al (sic) de tot el país, d'acord amb els acords que van signar del 1991 al 1997. Però mai implementat. | » |

Van passar altres sis anys abans que el govern de transició estigués en condicions d’implementar aquest alto el foc i el desarmament.

## Comissió Nacional de Conciliació i Assentament de Béns del 2001
El 6 de maig de 2001, un esforç per crear un òrgan de treball de 25 membres, anomenat la Comissió Nacional per a la Reconciliació i l’Assentament de la Propietat (NCRPS), va fracassar quan Abdirizak Haji Hussein, antic primer ministre, va ser nomenat el seu cap. El Consell de Reconciliació i Restauració de Somàlia (SRRC) i el lideratge de Puntland s'hi van oposar fermament. Hussein va dimitir el 25 de juliol de 2001.

## Conferència de Reconciliació Somali del 2002
La Conferència, Nacional de Reconciliació Somali, es va fer a Eldoret a Kenya entre el 15 d'octubre i l'11 de novembre del 2002 i hi van assistir principalment principalment els partidaris del TFG excepte l'Exèrcit de Resistència Rahanweyn (RRA) que en aquell moment s'havia dividit en dues faccions i encara lluitava intensament amb altres faccions, inclòs el senyor de la guerra Adan Madobe-Habsade, que va capturar Baidoa. Va tenir una primera fase fins al 3 de novembre amb acord genèrics i una segona, que va intentar sense èxit crear estructures de govern. El RRA va acusar l'Aliança de la Vall del Juba d'assistir al senyor de la guerra, una acusació negada pel líder de la JVA Barre Adan Shire Hiiraale.

## Conferència de Nairobi del 2004
Del 9 al 29 de gener del 2004 es va celebrar la Conferència de Nairobi on van assistir totes les faccions i es va acordar la creació del Govern Federal de Transició i futures eleccions. Les principals faccions van signar un document, titulat Declaració sobre l'harmonització de diverses qüestions proposada pels delegats de Somàlia a les reunions consultives de Somàlia del 9 al 29 de gener de 2004. A partir d'aquí es van acordar les institucions federals de transició, incloses les eleccions. Tot i això, cap dels partits es va desarmar i la Unió de Corts Islàmiques de Somàlia (que no havia participat) va assolir el poder el 2006.

## Eleccions presidencials del 2004
El 10 d'octubre del 2004, d'acord amb la carta (regles) del GFT, fou elegit president del Govern Federal de Transició Somali (TFG) el que fins llavors ho era de Puntland Abdullahi Yusuf Ahmed, amb 189 vots, mentre Abdullahi Ahmed Addow en va rebre 79. Abans de votar, els 25 candidats a la presidència van jurar l'Alcorà i van signar una declaració, comprometent-se a donar suport al president elegit i a desmobilitzar la seva milícia. Les declarades desmobilitzacions mai es van produir. L'elecció fou feta pels 275 parlamentaris. El seu mandat acaba el 2009. El 2005 Yusuf es va traslladar de Bosaso a Jowhar i el 2006 a Baidoa, on encara es troba el GFT que domina només el 20% del territori, incloent Puntland, però domina Mogadiscio mercès a la presència de l'exèrcit etíop) que la va reconquerir pel GNT el 29 de desembre del 2006.